# Palazzo Davanzati

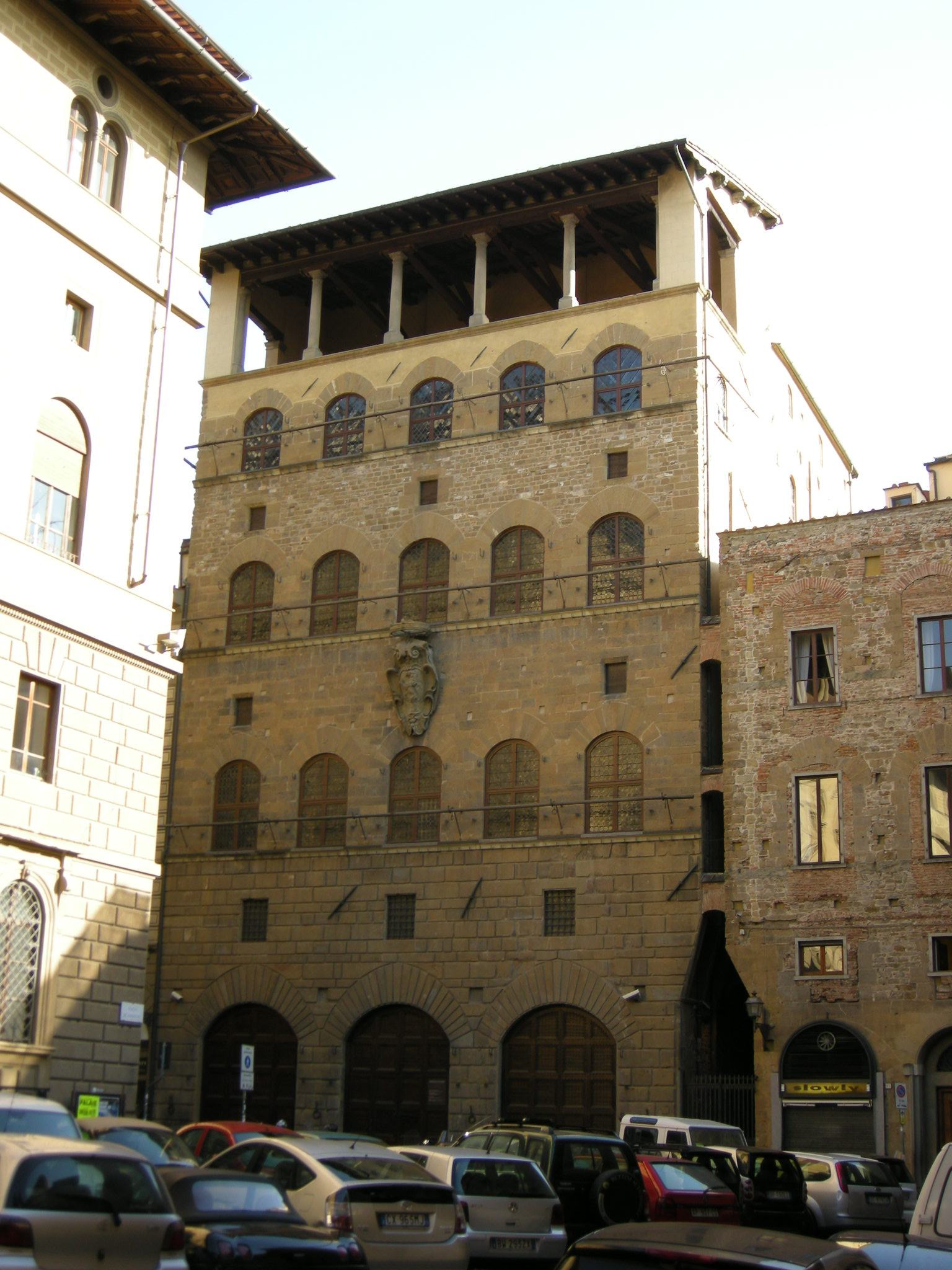
Palazzo Davanzati

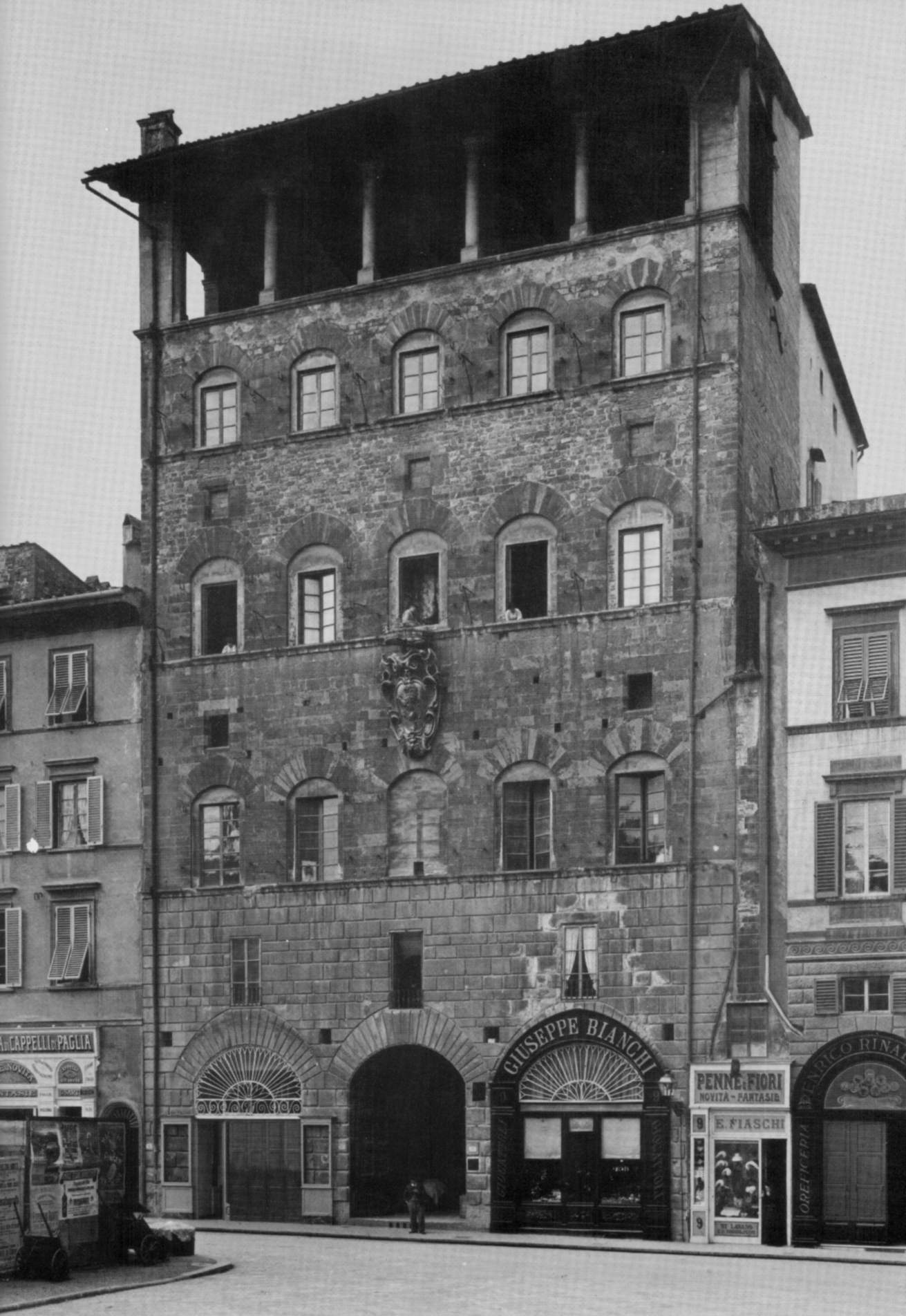
Palazzo Davanzati (1880)

Der Palazzo Davanzati ist ein Palast aus dem 14. Jahrhundert an der Via di Porta Rossa in Florenz. 
Das Gebäude besteht aus Sandstein.
Die Fassade zeigt drei Portale auf Straßenebene und drei Obergeschosse mit je fünf Rundbogenfenstern. Auf der Mittelachse ist das Wappen der Davanzati angebracht. Das oberste Stockwerk ist als Loggia ausgebildet.

## Geschichte
Die Familie Davizzi, wohlhabende Wollhändler, ließen das Gebäude in der zweiten Hälfte des 14. Jahrhunderts errichten. 1516 verkauften sie es an die Bartolini, und diese veräußerten es 1578 weiter an die Davanzati, ebenfalls reiche Händler. Nach dem Suizid von Carlo Davanzati wurde der Palazzo 1838 in mehrere Einheiten aufgeteilt und umgebaut. Der Antiquitätenhändler Elia Volpi erwarb das Gebäude und ließ es nach seinen Vorstellung restaurieren. 1910 eröffnete er den Palazzo als Privatmuseum. In den 1920er Jahren erstanden die aus Alexandria stammenden Antiquitätenhändler Vitale und Leopoldo Bengujat zunächst die Inneneinrichtung und dann auch das Gebäude. 1951 übernahm es der italienische Staat als Museum. 1995 musste es für umfassende Sanierungsarbeiten geschlossen werden. Erst 2005 wurden das Erdgeschoss und das erste Obergeschoss wieder für Besucher geöffnet; seit 2012 sind alle Stockwerke zugängig.